# أم الشقاق
أم الشقاق هي إحدى قرى ولاية الجلفة في الجزائر، تقع أقصى غرب ولاية الجلفة تعرف بأنها منطقة فلاحية بإمتياز، تبلغ مساحتها حوالي 820كم مربع، حيث تزخر بأراضي خصبة ومياه جوفية وفيرة.
الحدود: من الشمال زمالة الأمير عبد القادر- ولاية تيارت
من الجنوب دائرة الإدريسية
من الغرب بلدية البيضاء،بلدية تاجموت الاغواط-بلدية الفايجة تيارت
من الشرق بلدية القديد ،بلدية الزعفران